# Ian Wallace

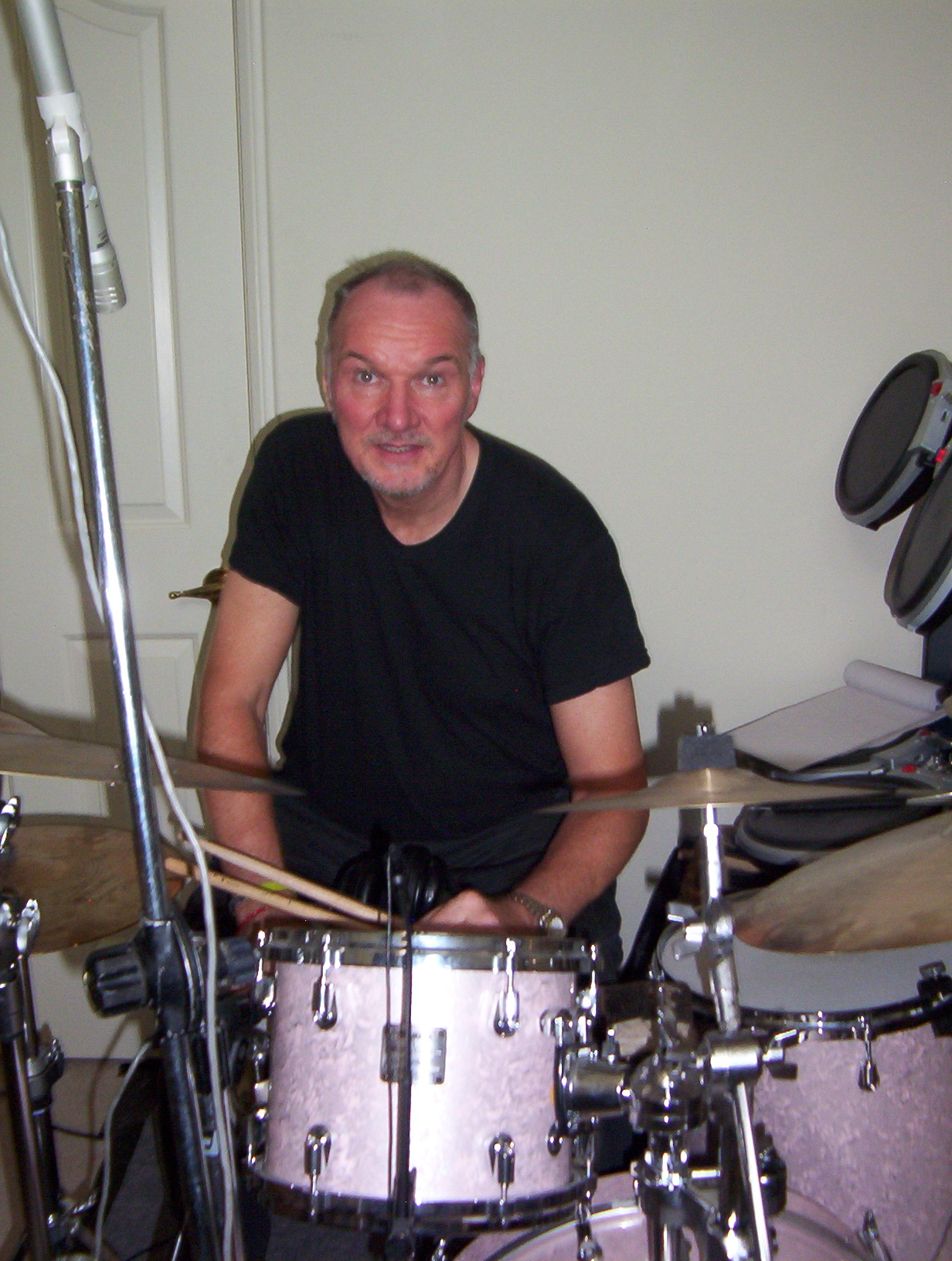
Ian Wallace

Ian Russell Wallace, född 29 september 1946 i Bury, Greater Manchester, död 22 februari 2007, var en brittisk musiker, trumslagare i bland annat det progressiva rockbandet King Crimson.
Han spelade med en lång rad stora namn, som exempelvis Bob Dylan, George Harrison, Ry Cooder och Joe Walsh.